# Мур, Патрик (шорт-трекист)
Патрик Артур "Пэт" Мур (англ. Patrick Arthur "Pat" Moore; род. 15 марта 1962 года в гор. Чикаго штат Иллинойс) — американский конькобежец специализирующийся в конькобежном спорте и шорт-треке. Участвовал в зимних Олимпийских играх 1988 года в показательных соревнованиях по шорт-треку, 3-кратный бронзовый призёр чемпионата мира по шорт-треку, чемпион США 1983 года.

## Биография
Патрик Мур родился и вырос в Найлсе, в районе северного Чикаго. Начал кататься на коньках в возрасте 11 лет в 1973 году на катке 
"Ballard Ice Rink" в составе Северо-Западного клуба конькобежцев. Вместе с ним тренировались его брат и сестра Марлен, которая первой начала кататься в клубе. Ему дали прозвище "Харв", потому что его фамилия соответствовала имени известного тренера тех дней Харви Мура. Он начинал, как конькобежец на длинные дистанции.

### Конькобежный спорт
Патрик Мур дебютировал в 1978 году на чемпионате США и занял 19-е место в комбинации спринта. Через два года в 1980 году на чемпионате мира среди юниоров в Ассене занял 17-е место в классическом многоборье, при этом выиграл малую серебряную медаль в забеге на 500 м. В 1981 году Пэт дебютировал на чемпионате мира в классическом многоборье в Осло, где занял 27-е место. А на спринтерском чемпионате мира в Гренобле поднялся на 18-е место.
В декабре 1983 года он не смог квалифицироваться на Олимпийские игры 1984 года. Мур продолжал бегать до конца 1986 года на длинных дистанциях, но больших успехов не добивался. Другое дело шорт-трек...

### Шорт-трек
Начиная с 1982 года Патрик вошёл в состав национальной сборной по шорт-треку и сразу выиграл бронзу в эстафете на чемпионате мира в Монктоне, а на следующий год на чемпионате мира в Токио взял бронзу в забеге на 500 м. В том же 1983 году стал чемпионом США. Также он участвовал на чемпионате мира в Питерборо, где выступил неудачно, заняв 36-е место в многоборье. В межсезонье он занимался велогонками, а позже катался на роликовых коньках.
В 1987 году Пэт вновь попал в сборную и на чемпионате мира в Монреале в составе эстафетной четвёрки завоевал свою третью бронзовую медаль. На следующий год он участвовал на зимних Олимпийских играх в Калгари в показательных соревнованиях по шорт-треку и в эстафете занял 4-е место. В индивидуальных дистанциях лучшее 12-е место он занял в забеге на 1500 м.  Его карьера завершилась после конькобежного сезона 1988 года из-за проблемы с лодыжкой.

## Личная жизнь
Патрик Мур окончил Университет Северного Мичигана в Маркетте в степени бакалавра искусств в области компьютерного графического дизайна. В то время ему очень повезло воспользоваться программой Центра олимпийской подготовки США при НГУ. Патрик с женой Пегги Карпфингер сейчас проживает в Милуоки, штат Висконсин. Также вместе открыли ресторан под названием "Centro Café". Его жена работает ландшафтным дизайнером.